# Small Office Home Office
Con Small Office Home Office (abbreviato SoHo) in ambito tecnologico si intende quel settore che, in quanto ad esigenze e budget, si trova sopra il livello di utilizzo amatoriale del computer, ma ancora al di sotto di un utilizzatore professionale. Viene anche definito con l'acronimo  pro-sumer (professional-consumer), forse maggiormente adatto ad identificare un dato tipo di utilizzatori.
Il settore ha cominciato ad assumere un'importanza maggiore per i produttori a partire da pochi anni a questa parte, complice l'allargamento della popolazione della categoria di utilizzatori pertinente, e la contemporanea maggior caratterizzazione dei consumatori.
È una categoria a cui vengono collocati in particolare i settori a maggior specializzazione. È questo il caso delle macchine fotografiche o delle stampanti, mentre non è presente nelle fasce di maggior consumo e dal numero nettamente superiore di prodotti (come i personal computer).